# Переходы ЛЭП через Каховское водохранилище
Переходы ЛЭП через Каховское водохранилище — две высоковольтные линии электропередачи, имеющие напряжения 330 кВ и 750 кВ и пересекающие Каховское водохранилище на Украине. Они ведут от энергогенерирующих предприятий города Энергодара (Запорожской АЭС и Запорожской ТЭС) к промышленным предприятиям городов Запорожье и Днепр.
ЛЭП «Запорожская ТЭС — Ферросплавная» напряжением 330 кВ была введена в эксплуатацию в 1977 году одновременно с выходом на полную мощность Запорожской ТЭС. Её переход через Каховское водохранилище состоит из семи опор, пять из которых расположены в акватории водохранилища. Высота опор составляет 90 м, центральной — 100 м. Диаметр бетонного фундамента опор составляет 30 м при его высоте над водой (в зависимости от ее уровня) 2—5 м. Расстояние между опорами — 750—800 м.
ЛЭП «Запорожская АЭС — Днепровская» напряжением 750 кВ была сооружена в 1984 году в связи со строительством Запорожской АЭС. Её переход через Каховское водохранилище состоит из пяти опор, три из которых расположены в акватории Каховского водохранилища; четыре опоры промежуточные, а центральная — анкерная. Расстояние между опорами — 1,2 км, диаметр их фундамента — 40 м. Опоры строились наплывным методом: в специально подготовленном доке сооружались плавающие пустотелые фундаменты, внутри которых находились тонкостенные железобетонные конструкции, а на них ставились опоры. Переходные промежуточные опоры имеют высоту 126 метров, весят по 375 тонн. Анкерная опора имеет высоту 100 метров и весит 350 тонн.
На опорах обеих переходов ЛЭП гнездятся многочисленные бакланы. В 2012 году были обследованы 4 опоры перехода ЛЭП «Запорожская ТЭС — Ферросплавная», на которых найдены 320, 280, 200 и 100 гнёзд, и 2 опоры перехода ЛЭП «Запорожская АЭС — Днепровская», на которых найдены 190 и 150 гнёзд; к опорам, находящимся у правого берега водохранилища, доступа у обследовавших не было.
По данным украинской компании «Энергоатом», оператора Запорожской АЭС, в 2022 году в ходе вторжения России в Украину обе ЛЭП были повреждены: 25 августа из-за пожара в золоотвале Запорожской ТЭС была повреждена проходящая рядом с ним ЛЭП «Запорожская АЭС — Днепровская», из-за чего оба работавших на тот момент реактора Запорожской АЭС были временно отключены от электросети, но к вечеру линия была восстановлена; 3 сентября эта ЛЭП вновь была повреждена, а 5 сентября была повреждена и ЛЭП «Запорожская ТЭС — Ферросплавная».